# Gornje Cerovo
Gornje Cerovo je razpotegnjeno in razloženo obmejno naselje v jugovzhodnem delu Goriških Brd, ki upravno spada v Občino Brda. Naselje leži na flišnem slemenu med potokom Birše in mejnim potokom Čubnice. Hiše so razporejene ob cesti Hum - Cerovo - Vipolže - Dobrovo. Središče naselja predstavlja podružnična cerkev sv. Lenarta, okoli katerega so manjši zaselki Bošk, Bregantišče, Breg, Drfušče, Križno, Na Dednem, Pomnišče in Škrapišče. V okolici prevladujejo vinogradi, sadno drevje pa uspeva na slemenu v bližini hiš ter na strmejših delih pobočij.